# Episodi di Walker Texas Ranger (seconda stagione)
La seconda stagione della serie televisiva Walker Texas Ranger è stata trasmessa in prima visione negli Stati Uniti dal canale CBS dal 25 settembre 1993 al 21 maggio 1994. Invece in Italia è andata in onda in prima visione su Canale 5 dal 30 gennaio al 23 aprile 1996, andando ad aggiungere anche gli episodi della prima stagione formando un'unica stagione.
Questa stagione vede Noble Willingham esordire nel ruolo di C.D. Parker, che nella prima era interpretato da Gailard Sartain, ed inoltre è l'ultima dove compare il personaggio dello zio Ray interpretato da Floyd Westerman (la sua uscita è immotivata, ma nella quarta stagione Walker rivelerà che lo zio è morto). L'episodio a durata doppia Walker Texas Ranger - Riunione mortale negli USA è stato distribuito come un film televisivo autonomo; in Italia è stato invece trasmesso come parte integrante della stagione, mentre nelle successive repliche è stato riproposto anche nel formato film TV, e lo stesso dicasi per l'episodio Pericolo nell'ombra e altri episodi della terza stagione. Nella prima-tv italiana questa stagione ha ottenuto un buon successo (circa 8 milioni di spettatori a sera): tuttavia la serie si è scontrata con la prima stagione della serie di Rai 2 Il maresciallo Rocca, perdendo la sfida negli ascolti sette volte su otto, al punto che dalla stagione successiva venne spostata su Italia 1.
| nº                   | Titolo originale                      | Titolo italiano                        | Prima TV USA      | Prima TV Italia  |
| -------------------- | ------------------------------------- | -------------------------------------- | ----------------- | ---------------- |
| 1                    | Bounty                                | Il cacciatore di taglie                | 25 settembre 1993 | 30 gennaio 1996  |
| 2                    | Storm Warning                         | Allarme uragano                        | 2 ottobre 1993    | 30 gennaio 1996  |
| 3                    | In the Name of God                    | Campo del paradiso                     | 30 ottobre 1993   | 6 febbraio 1996  |
| 4                    | Crime Wave Dave                       | Libertà vigilata                       | 6 novembre 1993   | 6 febbraio 1996  |
| 5                    | End Run                               | Fine della corsa                       | 13 novembre 1993  | 13 febbraio 1996 |
| 6                    | Family Matters                        | Motivi di famiglia                     | 20 novembre 1993  | 13 febbraio 1996 |
| 7                    | She'll Do to Ride the River With      | Una veterinaria in gamba               | 24 novembre 1993  | 27 febbraio 1996 |
| 8                    | Unfinished Business                   | Erede di un mito                       | 27 novembre 1993  | 27 febbraio 1996 |
| 9                    | An Innocent Man                       | L'assassino dei fast food              | 4 dicembre 1993   | 5 marzo 1996     |
| 10                   | Night of the Gladiator                | Sul ring per una notte                 | 11 dicembre 1993  | 5 marzo 1996     |
| 11                   | Legend of the Running Bear            | Una leggenda indiana                   | 8 gennaio 1994    | 12 marzo 1996    |
| 12                   | Something in the Shadows: Part 1 & 2  | Pericolo nell'ombra                    | 8 gennaio 1994    | 12 marzo 1996    |
| 13                   | Something in the Shadows: Part 1 & 2  | Pericolo nell'ombra                    | 15 gennaio 1994   | 12 marzo 1996    |
| 14                   | On Deadly Ground                      | Oltre il confine                       | 22 gennaio 1994   | 19 marzo 1996    |
| 15                   | Right Man, Wrong Time                 | L'uomo giusto al momento sbagliato     | 29 gennaio 1994   | 19 marzo 1996    |
| 16                   | The Prodigal Son                      | Fuga nella boscaglia                   | 5 febbraio 1994   | 26 marzo 1996    |
| 17                   | The Committee                         | Il comitato                            | 5 marzo 1994      | 26 marzo 1996    |
| 18                   | Deadly Vision                         | Visioni di morte                       | 12 marzo 1994     | 2 aprile 1996    |
| 19                   | Skyjacked                             | Il dirottamento                        | 26 marzo 1994     | 2 aprile 1996    |
| 20                   | The Long Haul                         | Carichi preziosi                       | 2 aprile 1994     | 9 aprile 1996    |
| 21                   | Rampage                               | La lunga caccia                        | 9 aprile 1994     | 9 aprile 1996    |
| 22                   | Deadly Reunion: Part 1 & 2            | Riunione mortale                       | 30 aprile 1994    | 16 aprile 1996   |
| Television film 1994 | Walker Texas Ranger 3: Deadly Reunion | Walker Texas Ranger - Riunione mortale | 14 maggio 1994    | 16 aprile 1996   |
| 24                   | Stolen Lullaby                        | Vittime innocenti                      | 14 maggio 1994    | 23 aprile 1996   |

## Il cacciatore di taglie
- Titolo originale: Bounty
- Diretto da: Vern Gillum
- Scritto da: Frank Lupo

### Trama
Un giovane compie alcune rapine per salvare la fattoria del padre, ma un cacciatore di taglie peggiore dei delinquenti che arresta lo uccide, mettendogli poi una pistola in mano, per fare credere a Walker e Trivette di avere sparato per legittima difesa. Il trucco non inganna i Ranger, che decidono di sorvegliare il cacciatore di taglie. Quest'ultimo non è interessato solo alla taglia ma anche al bottino della rapina, che il ladro prima di finire ucciso aveva lasciato al fratello; non trovandolo il cacciatore di taglie cattura la fidanzata del ladro e la picchia per farla parlare, giurando di vendicarsi sulla sua famiglia se lei lo avesse denunciato. Il criminale riesce infine a catturare l'altro fratello con la refurtiva; all'arrivo dei Ranger si fa scudo con il ragazzo e spara a un altro agente che cercava di fermarlo. Il cacciatore di taglie, disarmato e sconfitto da Walker, finisce in prigione.
- Questo episodio rappresenta la prima apparizione nella serie per Noble Willingham nel ruolo di C.D. Parker, sostituendo Gailard Sartain che aveva interpretato lo stesso ruolo e rimarrà nella serie fino all'episodio La vera forza, dove uscirà di scena a una stagione dal termine.
- Questo è anche il primo episodio della serie in cui i titoli di coda consistevano in un'immagine fissa di un distintivo del Texas Ranger su uno sfondo blu.

## Allarme uragano
- Titolo originale: Storm Warning
- Diretto da: James Darren
- Scritto da: Leigh Chapman e Terry Grief

### Trama
Per indagare su un traffico di droga in una prigione Trivette si finge carcerato, ma il furgone che trasporta lui e i veri prigionieri ha un incidente. I carcerati fuggono prendendo in ostaggio la guardia e si rifugiano in un albergo per ripararsi da un uragano. Mentre Trivette cerca di proteggere la guardia e i padroni dell'albergo senza farsi scoprire Walker sa dal direttore del carcere che il furgone non è arrivato, esce a cercarlo e penetra poi nell'albergo. Qui Walker salva una donna rimasta paralizzata che voleva suicidarsi e lei ricambia attirando in trappola alcuni carcerati che vengono messi K.O. da Walker con l'aiuto di Trivette. Prima di neutralizzare l'intera banda i due Ranger vengono catturati e il capo decide di ucciderli; la donna spegnendo il generatore di corrente riesce però a disorientare i carcerati, che finiscono sconfitti.

## Campo del Paradiso
- Titolo originale: In the Name of God
- Diretto da: Michael Preece
- Scritto da: Peter Lance e Terry D. Nelson

### Trama
Un amico di Alex è disperato perché sua figlia non è più tornata a casa dopo essersi unita a una setta religiosa. Il capo della setta, un trafficante d'armi che si è in apparenza convertito in prigione, ha riunito vari fedeli in un campo sorvegliato e circondato da fili elettrificati, che usa come copertura per i suoi affari. Alex, giunta sul posto, trova la ragazza ma le viene impedito di uscire. Walker e Trivette, preoccupati per la sua scomparsa, fanno una prima ispezione al campo e poi vi infiltrano un uomo che finge di vendervi armi. Il capo della setta capisce però l'inganno e minaccia di uccidere Alex se i Ranger non si allontanano e non lo lasciano fuggire; litiga inoltre con il suo avvocato e lo uccide. Walker, d'accordo con la società elettrica, fa togliere la corrente e durante la notte fa irruzione nel campo, sconfigge e arresta il criminale e libera Alex.

## Libertà vigilata
- Titolo originale: Crime Wave Dave
- Diretto da: Tony Mordente
- Scritto da: Gordon T. Dawson

### Trama
Billy, un ex carcerato in libertà vigilata, scompare improvvisamente. Walker riesce a trovarlo, ma egli gli spiega che il suo agente di sorveglianza Kilmer "la iena" obbliga le persone che gli sono state affidate a rubare per lui. Non volendo derubare la fabbrica in cui lavorava Billy era quindi fuggito. L'agente di sorveglianza ha mandato intanto un altro ex detenuto a uccidere Billy e i Ranger, ma l'uomo viene bloccato da Walker, che propone poi a Billy di testimoniare davanti ad Alex. Poiché l'agente ha preso in ostaggio sua moglie e suo figlio il carcerato decide invece di consegnarsi a lui purché rilasci la sua famiglia. L'agente non si fa scrupoli a volere eliminare l'intera famiglia, ma viene arrestato dai Ranger e in seguito incriminato grazie alla testimonianza di Billy.

## Fine della corsa
- Titolo originale: End Run
- Diretto da: Michael Vejar
- Scritto da: Rick Husky

### Trama
Un gruppo di delinquenti riesce a fare fuggire uno di loro da un'aula di tribunale, con la complicità di un agente corrotto mentre era in corso un matrimonio di un Ranger amico di Walker e Trivette. Un altro membro della banda viene però arrestato dai Ranger e si rivela essere una donna. Alex la riconosce e la fa scortare a New Orleans da Walker e Trivette, dove dovrà testimoniare contro il suo capo, accusato di omicidio ma scarcerato prima del tempo. Il capo dei criminali decide di eliminare la donna e convince il suo fidanzato, anch'egli parte della banda, a spararle. Il tentativo fallisce e mentre Trivette fugge con la donna Walker neutralizza gli inseguitori e in seguito il capo della banda. Gli avvenimenti convincono la donna a testimoniare al processo, ma i Ranger la accompagnano prima da sua nonna, che non vedeva da molto tempo.

## Motivi di famiglia
- Titolo originale: Family Matters
- Diretto da: Tony Mordente
- Scritto da: Frank Lupo

### Trama
In un locale due uomini molestano una spogliarellista e sparano a suo fratello che aveva cercato di difenderla, mandandolo in coma. Walker e Trivette arrestano i due colpevoli, ma sono obbligati da Alex e dal suo comandante a liberarli subito; i due Ranger vengono anzi sospesi dal servizio e vi rientrano con l'aiuto di Alex. Alex spiega che la sorella di uno di quegli uomini è sotto la protezione del governo in quanto testimone di un delitto, e per sua richiesta anche il fratello, suo unico famigliare rimasto, è compreso nella protezione. Walker va dalla donna che non crede all'accaduto finché il Ranger non la porta all'ospedale a vedere il ferito, ma lei neppure di fronte all'evidenza acconsente a fare arrestare suo fratello. Egli in seguito, sentendosi perseguitato da Walker, fa irruzione in casa sua e cerca di ucciderlo: sua sorella si mette in mezzo e finisce uccisa per sbaglio. L'uomo, privato della protezione, è infine arrestato, mentre il fratello della spogliarellista si riprende.

## Una veterinaria in gamba
- Titolo originale: She'll do to Ride the River With
- Diretto da: Andrew Stevens
- Scritto da: Peter Lance

### Trama
Dopo avere salvato un cane abbandonato, Walker e Trivette si imbattono in una veterinaria a cui è appena capitata una tragedia: suo padre, all'apparenza ubriaco, è morto in un incidente. La donna è però convinta che la morte del padre, che da tempo aveva smesso di bere, sia stata causata da qualcuno. Nel frattempo il bestiame della zona inizia a morire avvelenato; i Ranger sospettano dei proprietari di una fattoria, che sono però innocenti. La causa della moria è un avvelenamento da diossina, difatti una ditta locale la smaltisce illegalmente versandola in un lago e sulle strade; le stesse persone hanno fatto morire l'uomo che li aveva scoperti. Mentre la veterinaria salva il cane che si era intossicato, i due Ranger riescono a scoprire i colpevoli e li arrestano.

## Erede di un mito
- Titolo originale: Unfinished Business
- Diretto da: Michael Preece
- Scritto da: Harold Apter

### Trama
Nonostante gli sforzi di Walker e Alex un criminale non viene condannato e ottiene la libertà su cauzione. L'uomo tuttavia muore nell'esplosione della sua auto e Walker riceve una lettera firmata da un Ranger, che considera chiuso quel caso. Benché non risulti nessun Ranger con quel nome questo personaggio uccide altri due criminali già arrestati da Walker, credendo di aiutare la giustizia. Nel frattempo la segretaria di Walker ha un fidanzato che si rivela poi essere il falso Ranger: egli, ossessionato dalle imprese di Walker e infuriato per non essere stato accettato tra i Ranger, vuole dimostrarsi più duro di lui, per cui rapisce la ragazza e obbliga Walker a sfidarlo in combattimento, finendo però sconfitto e arrestato.

## L'assassino dei fast food
- Titolo originale: An Innocent Man
- Diretto da: Michael Preece
- Scritto da: Charles Holland

### Trama
Walker e Trivette catturano un criminale, e quest'ultimo, per farsi ridurre la pena, rivela informazioni su un serial killer che aveva ucciso varie donne e dice anche che colui che sarebbe il presunto killer sta per essere giustiziato nonostante sia innocente. Il condannato a morte, che era stato arrestato da C.D., aveva confessato e Alex ne aveva ottenuto la condanna, ma Walker si accorge che è effettivamente innocente in quanto non conosce i dettagli dei delitti, tuttavia continua a dichiararsi colpevole. L'uomo, che lavorava come elettricista, aveva difatti scoperto la sedia elettrica che il vero killer usava per uccidere le sue vittime, ma quest'ultimo lo aveva incastrato mettendo i vestiti di una delle donne nel suo giardino e obbligandolo poi a prendersi la colpa altrimenti avrebbe ucciso sua moglie e sua figlia. Walker arresta il vero assassino che stava cercando di distruggere le prove, riuscendo a bloccare la condanna a morte dell'innocente, che viene rilasciato.

## Sul ring per una notte
- Titolo originale: Night of the Gladiator
- Diretto da: William A. Fraker
- Scritto da: David H. Balkan

### Trama
I Ranger scoprono il cadavere di un pugile in apparenza morto per le ferite. Intanto un'ex fidanzata di Trivette arriva a trovarlo essendo preoccupata per suo fratello, un vecchio amico del Ranger, che per lei nasconde un problema. Trivette si reca dal suo amico che rifiuta il suo aiuto, mentre il morto viene identificato e il padre spiega che suo figlio era coinvolto in combattimenti clandestini organizzati dal padrone di un locale. Walker e Trivette, giunti sul posto, provocano una rissa per impressionare il padrone e vengono assunti in prova. Trivette scopre che il suo amico partecipa alle lotte e anzi ne è il campione, ma è disperato perché avendo causato la morte di un avversario è ricattato dal padrone che vuole continuare a sfruttarlo, mentre lui vorrebbe smettere. Trivette gli spiega che il suo capo l'ha incastrato, poiché quell'uomo è morto per un sovradosaggio di morfina; il pugile allora dichiara di volersi ritirare. Il padrone fa quindi rapire la sorella del pugile per costringerlo a combattere la sera successiva, con l'intenzione di uccidere entrambi dopo l'incontro. Mentre Trivette è obbligato a combattere con il suo amico, Walker libera la donna e arresta il padrone del locale.

## Una leggenda indiana
- Titolo originale: Legend of the Running Bear
- Diretto da: Michael Preece
- Scritto da: Harold Apter

### Trama
David Piccola Aquila, un cugino di Walker, è sospettato di avere ucciso il padre della sua fidanzata, in realtà ucciso da due uomini. David, trovato da Walker, gli spiega la verità ma viene arrestato da due agenti dell'F.B.I., che poi lo lasciano fuggire per ucciderlo durante la fuga. L'arrivo di Walker distrae gli agenti e il giovane si nasconde in una foresta. Nel frattempo Alex e Trivette scoprono che un potente uomo d'affari aveva trovato un giacimento nella riserva indiana, ne aveva modificato i confini per poterlo sfruttare e aveva assunto i due agenti corrotti dell'F.B.I. per eliminare chiunque lo venisse a sapere. Il suocero di David difatti lo aveva scoperto e aveva rubato la chiave della cassaforte in cui erano nascosti i documenti, affidandola al giovane prima di morire. Walker ha una visione in cui un'aquila lo avrebbe aiutato a trovare David; seguendo il volo dell'uccello il Ranger trova infatti il giovane prima degli agenti corrotti e lo salva.

## Pericolo nell'ombra
- Titolo originale: Something in the Shadows: Part 1 & 2
- Diretto da: Tony Mordente e Michael Preece
- Scritto da: Harold Apter e Gordon T. Dawson

### Trama
Un noto spacciatore di droga sta cercando di uccidere Walker quando cerca di avvicinarlo e per di più ha anche un figliastro (che è uno degli studenti della scuola di karate di Walker), che consegna la droga con la sua bicicletta. Alla fine Walker riesce ad arrestare lo spacciatore e risolve il caso di uno stupratore del college.

## Oltre il confine
- Titolo originale: On Deadly Ground
- Diretto da: Tony Mordente
- Scritto da: Rick Husky

### Trama
Paco, un ex collega di Walker che gli ha salvato la vita in passato, sta ora indagando su un boss della droga in Messico. L'uomo viene però scoperto e rapito per ordine del boss; pur non ottenendo il permesso di andare in Messico per cercare di salvarlo Walker ci va ugualmente, raggiunto in seguito da Trivette. Una volta sul posto Walker interroga un venditore d'orologi, suo informatore, scoprendo che Paco è tenuto prigioniero nella villa del criminale. Quest'ultimo non lo ha ucciso subito poiché vuole sapere da lui l'identità di una spia che l'ha tradito. I due Ranger vengono raggiunti da una donna che finge di essere l'amante del boss, mentre in realtà è la spia e intende vendicare la morte di sua sorella causata dalla droga. Walker, con il suo aiuto e quello di Trivette, organizza un'irruzione nella villa: la donna, dopo avere addormentato i cani da guardia, cerca di liberare Paco ma viene scoperta e il boss ordina di uccidere entrambi. L'arrivo dei Ranger li salva e nella confusione il boss tenta di scappare, venendo però fermato da Paco.

## L'uomo giusto al momento sbagliato
- Titolo originale: Right Man, Wrong Time
- Diretto da: Michael Preece
- Scritto da: Chris Bunch e Allan Cole

### Trama
Walker, non ancora fidanzato con Alex, rimane colpito da una cantante e se ne innamora. La donna è però perseguitata da Waylon Hampton, suo ex marito, un uomo violento e alcolizzato che non ha accettato la separazione. Walker lo arresta, ma l'uomo viene presto rilasciato per il sovraffollamento del carcere, così si presenta al bar di C.D., dove l'ex moglie si sta esibendo, e minaccia di ucciderla. Benché l'uomo sia ubriaco, Walker riesce a farlo ragionare facendo leva sull'affetto che egli ha ancora per la sua bambina, a cui stava per togliere la madre. L'uomo, sconvolto dal suo gesto e pentitosi di tutto ciò che ha fatto, fugge poi in macchina e muore suicida schiantandosi contro un bulldozer. Pur ricambiando l'amore di Walker, la cantante non se la sente di iniziare subito una nuova storia e riprende il tour con la sua bambina.
● Guest Star: Wings Hauser (Waylon Hampton)

## Fuga nella boscaglia
- Titolo originale: The Prodigal Son
- Diretto da: Tony Mordente
- Scritto da: Peter Lance

### Trama
Nel corso di una rapina Walker accorre sul posto ma non riesce a evitare che un ostaggio venga ferito gravemente. Sentendosi colpevole, il Ranger decide di prendersi una vacanza in uno sperduto parco naturale. Qui incontra un ragazzo fuggito di casa, che assieme a un suo amico ha appena rubato alcuni sacchetti di droga ad alcuni trafficanti. Il ragazzo, Duane Parsons, ha un pessimo rapporto con la matrigna e ammira invece il padre, uno sbandato che vive isolato in un camper: la sua intenzione è portargli la droga per dimostrargli quanto vale. Nel frattempo i trafficanti sono sulle tracce del giovane e lo ucciderebbero se non fosse difeso da Walker: durante una sparatoria il Ranger resta però ferito e Duane vuole aiutarlo, ma il padre del ragazzo non lo soccorre e scappa con la droga, deludendo il figlio. Walker tuttavia non è morto e nello scontro finale riesce a catturare i delinquenti, lasciando poi la taglia alla matrigna del ragazzo, come aiuto per il suo ristorante.
● Guest Star: Tobey Maguire (Duane Parsons), Guy Boyd (Sig. Parsons), Mary Chris Wall (Sig.ra Parsons), Frank Vincent (trafficante di droga)

## Il comitato
- Titolo originale: The Committee
- Diretto da: Michael Preece
- Scritto da: Lawrence Hertzog

### Trama
Un gruppo di "giustizieri" (formato da uomini di legge corrotti) ha preso l'abitudine di uccidere i criminali se riescono ad evitare le condanne. Walker riceve l'ordine di indagare sulla faccenda e finge di commettere un omicidio per essere sospeso dai Ranger e venire così reclutato dai "giustizieri". Un'avvocatessa che fa parte del gruppo invita infatti Walker a entrarvi, ma il Ranger non riesce a catturare il capo della setta poiché di lui si sente solo la voce diffusa da un altoparlante. Successivamente il capo propone di uccidere la donna che avrebbe voluto tirarsi indietro; per non farsi scoprire Walker è obbligato a votare anch'esso per la morte dell'avvocatessa, ma in seguito riesce a salvarla. Intanto Trivette scopre che la voce che si sente nelle riunioni è in realtà registrata e appartiene a uno dei "giustizieri" (il vero capo del comitato era un giudice); l'intera setta viene arrestata insieme all'avvocatessa.

## Visioni di morte
- Titolo originale: Deadly Vision
- Diretto da: Lee T. Hatzin
- Scritto da: B.G. Henry

### Trama
La piccola Rebecca Senstad viene rapita da uno squilibrato di nome Norval Hayes. Kay, la madre della bambina, su consiglio di Meredith Clancy, una sensitiva, chiede aiuto a Walker e Trivette. Walker però non può seguire il caso, poiché deve prendere parte a un incontro che si tiene ad Austin sul problema dell'immigrazione clandestina. C.D. allora decide di affiancare Trivette e i due, grazie alla collaborazione della sensitiva, riescono a trovare Rebecca.
● Guest Star: Sasi Smillie (Rebecca), Rose Mari Roundtree (Kay), Susan Blakely (Meredith), Mark Metcalf (Norval Hayes), Bryan Cranston (Hank)

## Il dirottamento
- Titolo originale: Skyjacked
- Diretto da: Tony Mordente
- Scritto da: Gregory S. Dinallo

### Trama
Nell'Ohio un assassino condannato a morte sta per essere giustiziato con la sedia elettrica; la sentenza viene però affidata allo stato del Texas (che ha l'iniezione letale) e Walker e Trivette ricevono l'ordine di scortare il prigioniero nel suo viaggio in aereo. La sorella del criminale, decisa a liberarlo, uccide una hostess prendendone il posto e cerca di neutralizzare i due Ranger mettendo un sonnifero nei loro pasti. La cosa funziona solo con Trivette (Walker, all'insaputa della donna, è stato cambiato di posto) ma l'assassino riesce a liberarsi e spara a un passeggero che cercava di fermarlo; i suoi complici catturano in seguito anche Walker. L'aereo nel frattempo è atterrato e il criminale, in cambio del carburante per la fuga, rilascia alcuni feriti (tra cui si nasconde anch'esso) e poi il resto dei passeggeri. Walker e Trivette riescono a ribellarsi e a sconfiggere la banda; poi inseguono l'assassino che, fuggito a bordo dell'ambulanza, si è rifugiato in un centro commerciale. L'uomo riesce a ferire Trivette in una sparatoria, ma viene infine sconfitto da Walker.

## Carichi preziosi
- Titolo originale: The Long Haul
- Diretto da: Tony Mordente
- Scritto da: Gordon T. Dawson

### Trama
Una banda di ladri ha ideato un piano per derubare i camionisti: li fa dirottare su una strada isolata da alcuni complici travestiti da agenti di polizia e mentre i camionisti percorrono la strada suggerita altri componenti della banda li fermano e rubano loro il carico. Un amico di Walker cerca di ribellarsi e i ladri gli sparano e lo gettano da una scarpata; tuttavia sopravvive ed è poi ritrovato dal Ranger, che decide di indagare sulla faccenda. Il piano di Walker prevede che Trivette guidi un camion carico di computer, mentre lui nascosto nel rimorchio aspetta l'arrivo dei ladri; Trivette viene però inseguito da un vero agente che lo multa e i ladri si disperdono. Il giorno successivo i Ranger tentano di nuovo, con C.D. alla guida di un altro camion e Walker che lo segue a distanza. Il trucco funziona finché un uomo riconosce C.D. come Ranger e fa saltare la copertura. I ladri catturano sia C.D. che Trivette con l'intenzione di ucciderli; Walker piomba però sul posto e mette in salvo i suoi amici, pur distruggendo il carico di liquori di C.D. nella sparatoria.
● Guest Star: Marco Perella, Jordan Lund, Debbie Barker

## La lunga caccia
- Titolo originale: Rampage
- Diretto da: Tony Mordente
- Scritto da: Gregory S. Dinallo

### Trama
Walker e Trivette arrestano due fratelli per vari reati, scoprendo che sono inoltre trafficanti di armi; gli altri fratelli pagano però la loro cauzione e minacciano i testimoni, di cui uno solo, una donna che era stata violentata, decide di testimoniare in tribunale. I criminali rapiscono allora la donna dopo avere ferito Trivette che la scortava; Walker soccorre il suo collega e insieme cercano di sorprendere i banditi nel loro covo ma essi, oltre a vivere in una zona isolata, hanno disseminato mine e altre trappole nei dintorni. I Ranger hanno un incidente e vengono catturati dai criminali, che li legano e li gettano in una fossa assieme alla donna con l'intenzione di seppellirli. I tre riescono a fuggire e Walker scopre alcune trappole che usa contro i suoi nemici. Aiutati da C.D., che era venuto a cercarli, Walker e Trivette scortano quindi la banda in prigione.

## Riunione mortale
- Titolo originale: Deadly Reunion: Part 1 e 2
- Diretto da: Michael Preece
- Scritto da: Galen Thompson

### Trama
Un Texas Ranger famoso chiede aiuto a Walker per fare giustizia e per trovare l'assassino del figlio. Walker e Trivette lo aiutano e approfittano della sua presenza per farsi aiutare nelle indagini su un assassinio pianificato ai danni di un senatore.

## Vittime innocenti
- Titolo originale: Stolen Lullaby
- Diretto da: Michael Preece
- Scritto da: Julie Friedgen

### Trama
Per aggirare le procedure burocratiche un politico che ha deciso di adottare un neonato lo fa rapire, usando poi la notizia dell'adozione come pubblicità per la sua campagna elettorale. La madre del bambino lo riconosce in televisione e si presenta alla villa per riaverlo: benché nessuno le creda, in seguito Walker e Trivette con l'analisi del DNA confermano il suo sospetto. Intanto i trafficanti di bambini cercano di uccidere la madre con un'overdose; non riuscendovi le ordinano di sparire altrimenti faranno del male al neonato. Prima di andarsene la ragazza vuole accertarsi che il bambino stia bene, ma viene catturata da uno dei criminali che cerca di buttarla giù dal tetto dell'albergo. L'arrivo di Walker la salva; insieme ai Ranger la madre ritorna quindi alla villa e riprende il suo bambino, mentre il politico finisce in prigione.
- Questo episodio rappresenta l'ultima apparizione nella serie per Floyd Westerman, nel ruolo dello zio Ray, la cui uscita di scena è immotivata; in un episodio della quarta stagione Walker rivela poi che lo zio è morto.